# Paradelphomyia dalei
Paradelphomyia dalei är en tvåvingeart som först beskrevs av Edwards 1939.  Paradelphomyia dalei ingår i släktet Paradelphomyia och familjen småharkrankar. Inga underarter finns listade i Catalogue of Life.